# Danilo Bosio
Danilo Bosio (Peia, 8 luglio 1972) è un ex fondista di corsa in montagna italiano.

## Biografia
Nel 1990 si è piazzato in quinta posizione ed ha vinto la medaglia d'argento a squadre nella corsa juniores dei Mondiali di corsa in montagna. Nel 1996 ha conquistato un quarto posto agli Europei di corsa in montagna, con il tempo di 1h04'53"; nell'occasione, ha anche vinto una medaglia d'argento a squadre. L'anno seguente ha invece partecipato ai Mondiali, concludendo la gara in trentaseiesima posizione e vincendo la medaglia d'oro a squadre.

## Palmarès
| Anno | Manifestazione                | Sede             | Evento         | Risultato | Prestazione | Note |
| ---- | ----------------------------- | ---------------- | -------------- | --------- | ----------- | ---- |
| 1990 | Mondiali di corsa in montagna | Telfes im Stubai | Corsa juniores | 5º        | 34'22"      |      |
| 1990 | Mondiali di corsa in montagna | Telfes im Stubai | A squadre      | Argento   | 27 p.       |      |
| 1996 | Europei di corsa in montagna  | Llanberis        | Corsa seniores | 4º        | 1h04'53"    |      |
| 1996 | Europei di corsa in montagna  | Llanberis        | A squadre      | Argento   |             |      |
| 1997 | Mondiali di corsa in montagna | Malé Svatoňovice | Corsa seniores | 36º       |             |      |
| 1997 | Mondiali di corsa in montagna | Malé Svatoňovice | A squadre      | Oro       |             |      |

## Campionati nazionali
1992
- Oro ai campionati italiani promesse di corsa in montagna

2004
- Bronzo ai campionati italiani di corsa in montagna a staffetta (in squadra con Trevi e Lanfranchi)

2009
- Oro ai campionati italiani master di corsa in montagna, categoria SM35[1]

2014
- Oro ai campionati italiani master di corsa in montagna, categoria SM40[2]

2016
- Oro ai campionati italiani master di corsa in montagna, categoria SM40[3] - 53'39"

2017
- Argento ai campionati italiani master di corsa in montagna, categoria SM45[4]

2019
- Oro ai campionati italiani master di corsa in montagna, categoria SM45[5]

## Altre competizioni internazionali
1998
- Oro al Trofeo Jack Canali ( Albavilla) - 36'49"[6]

2005
- Oro al Trofeo Jack Canali ( Albavilla) - 37'21"[6]

2006
- Oro al Trofeo Jack Canali ( Albavilla) - 37'31"[6]

2008
- Bronzo al Trofeo Vanoni ( Morbegno), gara a staffetta - 1h34'37"[7] (in squadra con Massimiliano Ronca e Fabio Ruga)

- Argento alla Mezzoldo-Cà San Marco ( Mezzoldo) - 44'32"[8]

2010
- Bronzo al Trofeo Vanoni ( Morbegno), gara a staffetta - 1h33'58"[9] (in squadra con Eris Costa e Fabio Ruga)
- Oro alla Skyrunning del Canto ( Carvico) - 1h28'30"[10]

2011
- Argento alla Mezza maratona sul Brembo ( Treviolo) - 1h10'47"[11]
- Bronzo all'Orobie Vertical ( Valbondione)[12]

2012
- Oro alla Valgandino Vertical ( Gandino) - 41'15”[13][14]
- Bronzo alla corsa in montagna Colere-Albani ( Colere) - 40'26"[15]
- Argento al Trofeo Jack Canali ( Albavilla)

2013
- Oro al Trofeo Jack Canali ( Albavilla) - 22'48"[6]

2014
- Bronzo alla Mezza sul Serio ( Fiorano al Serio) - 1h12'49"
- Oro alla Corsa sulla Quisa ( Villa d'Almè) - 33'20"[16]
- Bronzo alla Corsa del Brigante[17]

2015
- Argento alla Stramontisola ( Monte Isola), 9,4 km - 29'11"[18]
- Oro alla Vertical Monte Lusù ( Cerete Basso), 6 km[19]

2016
- Oro alla Mezza maratona di Cellatica ( Cellatica) - 1h13'14"
- Oro alla Quarta de Loi ( Sovere), 5 km[20]
- Oro alla Vertical Monte Lusù ( Cerete Basso), 6 km[19]

2017
- Argento ai Mondiali master di corsa in montagna, categoria SM45[21]
- Oro a squadre ai Mondiali master di corsa in montagna, categoria SM45[21]
- Bronzo alla Vivicittà Brescia ( Brescia), 12 km - 39'07"[22]
- Bronzo alla Corsa dei Babbi Natale ( Scanzorosciate), 10 km
- Oro alla Vertical Monte Lusù ( Cerete Basso), 6 km[19]

2018
- Oro alla Corri in Cerreto ( Cerreto)[23]

2019
- Oro alla Corri in Ossimo ( Ossimo)[24]